# Where We Belong
Pour l’article homonyme, voir Where We Belong (chanson).
Pour l’article homonyme, voir Where We Belong (film).
Albums de Boyzone
A Different Beat
(1996) By Request
(1999)
Singles
1. Picture of You
Sortie : 21 juillet 1997
2. Baby Can I Hold You
Sortie : 24 novembre 1997
3. All That I Need
Sortie : 20 avril 1998
4. No Matter What
Sortie : 3 août 1998
5. I Love the Way You Love Me
Sortie : 23 novembre 1998

Where We Belong est le troisième album du boys-band irlandais Boyzone. Il sort le 25 mai 1998 au Royaume-Uni et le 17 novembre 1998 aux États-Unis. Durant la semaine du 6 juin 1998, il est n°1 des charts britanniques.

## Récompenses
En 1998, Ronan Keating se voit récompensé d'un Ivor Novello Award pour sa chanson "Picture of You", dit comme le titre phare du film "Bean: The Ultimate Disaster Movie". L'album a été la 3e meilleure vente au Royaume-Uni durant l'année 1998. L'album a été certifié cinq fois disque de platine au Royaume-Uni et est actuellement le cinquième plus grand record de vente d'un boys band dans le même pays.

## Liste des titres
1. Picture of You – 3:28
2. Baby Can I Hold You (7" Edit) – 3:15
3. All That I Need (7" Edit) - 3:42
4. Must Have Been High - 3:27
5. And I - 4:03
6. That's How Love Goes - 3:55
7. Where Did You Go - 4:39
8. I'm Learning (Part 1) - 3:43
9. One Kiss at a Time - 4:06
10. While the World Is Going Crazy - 5:10
11. This Is Where I Belong - 5:29
12. Will Be Yours - 3:36
13. Good Conversation - 3:56
14. You Flew Away - 4:25
15. I'm Learning (Partie 2) - 3:03
16. No Matter What - 4:32
17. I Love the Way You Love Me - 4:06

Pistes bonus (Edition gold)
1. Picture Of You (Video) - 3:28
2. Baby Can I Hold You (Video) - 3:15
3. All That I Need (Video) - 3:42

Pistes bonus (Album américain)
1. I'll Never Not Need You - 4:13
2. So They Told Me - 3:28
3. All The Time In The World - 4:15

## Crédits de l'album[1]
- Boyzone - Voix
- Robbie McIntosh - Guitare
- Mike Mangini - Guitare, programmeur de la batterie, producteur
- James McMillan - Guitare, programmeur, clavier
- Dominic Miller - Guitare
- Heff Moraes - Ingénieur, mix
- Richard Niles - Arrangeur
- Denniz Pop - Producteur Exécutif
- Andy Richards - Clavier
- Steve Rinkoff - Mix
- Rudeboy - Remix
- Robin Sellars - Mix
- Trevor Steel - Programmeur, producteur
- Carl Sturken - Arrangeur, producteur
- Ren Swan - Ingénieur
- Jon Themis - Guitare
- Warren Wiebe - Voix de fond
- Nigel Wright - Clavier, producteur
- Paul Wright - Ingénieur
- DJ Nastee - Guitare
- Nick Foster - Producteur
- Ben Foster - Arrangeur
- Jeremy Wheatley - Mix
- David Kreuger - Producteur
- Jack Hersca - Assistant Ingénieur
- Fred Carlson - Guitare
- Andy Gallimore - Ingénieur
- Sharon Kearney - Assistant Ingénieur
- Jon Douglas - Producteur
- Steve Mac - Piano, arrangeur
- Per Magnusson - Voix de fond, producteur
- Alan Chez - Trompette
- Al Hemberger - Ingénieur
- Baron Raymonde - Saxophone
- Tim Willis - Assistant Ingénieur
- Ben Allen - Guitare, Assistant Ingénieur
- John R. Angier - Clavier
- Dan Vickers - Assistant Ingénieur
- Andrea Derby - Production Assistant
- Chris Laws - Batterie, ingénieur, programmeur
- Angela Lupino - Basse, arrangeur
- Mark Antony - Voix de fond
- Jamie Hart - Assistant Ingénieur
- Tim Wills - Assistant Ingénieur
- Skoti-Alain Elliot - Basse, Ingénieur
- Keith LeBlanc - Batterie
- Jim Steinman - Producteur, Producteur Exécutif
- Michael Thompson - Guitare acoustique et électrique
- Evan Rogers - Arrangeur, producteur, voix de fond
- Steve Booker - Clavier
- Andy Bradfield - Remix
- Danny G. - Clavier
- Andy Duncan - Batterie
- Simon Franglen - Arrangeur, clavier
- Paul Gendler - Guitare acoustique
- Scott Gordon - Ingénieur
- Mike Rose - Clavier
- Mick Guzauski - Arrangeur
- John Holliday - Producteur, guitare espagnol
- Mark Hudson - Arrangeur, producteur
- Nick Ingman - Orchestration
- Luis Jardim - Percussion
- Steve Lipson - Guitare, producteur, mandoline
- Andrew Lloyd Webber - Producteur, producteur exécutif